# Daniel Franzese
Daniel Franzese (Bensonhurst, 9 maggio 1978) è un attore statunitense.

## Biografia
Daniel Franzese è nato a Bensonhurst, Brooklyn, New York, figlio di Denise e Ralph "R.J." Franzese, cantante da piano bar. Daniel frequentò la Piper High School a Sunrise in Florida dal 1992 al 1996. Sua madre, Denise, era l'inserviente della mensa alla Piper High School ed era amata da tutti gli studenti.

## Attore
Daniel è apparso in più di quattordici film, tra i quali Bully, Party Monster, Mean Girls, Bristol Boys e La guerra dei mondi, e web series come Foodies (2011).

## Curatore
Il 12 ottobre del 2007, Franzese ha curato la sua prima mostra artistica chiamata Halloween, una mostra con diversi artisti che analizzava fama, denaro, vanità e il giorno in cui arriveremo a mascherarci e chiedere del bene agli estranei. Il 25 aprile del 2008, al World of Wonder Storefront Gallery di Los Angeles, California, Franzese curò una mostra artistica chiamata depARTed. La mostra parlava dell'arte ispirata dalle celebrità in seguito alla loro morte. L'arte era ispirata a persone famose da Marilyn Monroe, James Dean e Anna Nicole Smith a figure importanti come Abraham Lincoln e Martin Luther King Jr., ad artisti come Keith Haring e Isabella Blow. Artisti inclusi come Ron English, Keyth Ryden (anche conosciuto come KRK Ryden), e Jessicka.
La mostra di Franzese, Crusaders and Haters, alla galleria Royal/T mostrava un assortimento di lavoro da artisti provenienti da tutto il mondo, caratterizzando "supereroi" e "cattivi" nella cultura pop. La mostra aprì il 17 luglio del 2009.

## Vita privata
Il 22 aprile del 2014 Daniel si è dichiarato pubblicamente gay, cosa che i suoi amici e familiari sapevano già, era il momento che "everyone knew the truth" (tutti sapessero la verità).

## Filmografia

### Cinema
- Bully, regia di Larry Clark (2001)
- Hometown Legend, regia di James Anderson (2002)
- Blood Feast 2 (Blood Feast 2: All U Can Eat), regia di Herschell Gordon Lewis (2002)
- Party Monster, regia di Fenton Bailey e Randy Barbato (2003)
- Stateside - Anime ribelli (Stateside), regia di Reverge Anselmo (2004)
- Mean Girls, regia di Mark Waters (2004)
- Soleado, regia di Gregg Guinta - cortometraggio (2004)
- La guerra dei mondi (War of the Worlds), regia di Steven Spielberg (2005)
- Cruel World, regia di Kelsey T. Howard (2005)
- Whirlygirl, regia di Jim Wilson (2006)
- Bristol Boys, regia di Brandon David Cole (2006)
- The Iron Man, regia di Alex Nam (2006)
- Killer Pad, regia di Robert Englund (2008)
- Bar Starz, regia di Michael Pietrzak (2008)
- Kill Theory, regia di Chris Moore (2009)
- The Missing Person, regia di Noah Buschel (2009)
- I Spit on Your Grave, regia di Steven R. Monroe (2010)
- Playing with Dolls, regia di Andrew McGregor - cortometraggio (2010)
- On the Inside - La prigione dei folli (On the Inside), regia di D.W. Brown (2011)
- Shit Italian Moms Say, regia di Zack Bass - cortometraggio (2012)
- Patti and Me, Minus Patti, regia di Brian McAllister - cortometraggio (2013)
- Ring! Ring! Ring!, regia di Matthew C. Johnson - cortometraggio (2013)
- Urban Foraging, regia di Ari Costa - cortometraggio (2015)
- Beauty and the Beat Boots, regia di Todrick Hall - cortometraggio (2015)
- Carrie Ca$h, regia di Mercy L. Smith - cortometraggio (2017)
- Québec, regia di Nathaniël Siri - cortometraggio (2020)

### Televisione
- Queens Supreme – serie TV, episodi 1x02 (2003)
- The Comeback – serie TV, episodi 1x08 (2005)
- CSI - Scena del crimine (CSI: Crime Scene Investigation) – serie TV, episodi 7x04 (2006)
- Burn Notice - Duro a morire (Burn Notice) – serie TV, episodi 3x12 (2010)
- Party Down – serie TV, episodi 2x09 (2010)
- Foodies – serie TV, episodi 1x01-1x02-1x03 (2011)
- Let's Big Happy – serie TV, episodi 1x05 (2012)
- Sketchy – serie TV, episodi 1x18 (2012)
- Dating in LA and Other Urban Myths – serie TV, episodi 1x08 (2014)
- Looking – serie TV, 8 episodi (2015)
- Not Looking – miniserie TV, episodi 2x01 (2015)
- Recovery Road – serie TV, 10 episodi (2016)
- Looking - Il film (Looking), regia di Andrew Haigh - film TV (2016)
- Gay Skit Happens – serie TV, episodi 1x01-1x02 (2016)
- Conviction – serie TV, 7 episodi (2016-2017)
- Falling for Angels – serie TV, episodi 1x05-1x06 (2018)
- S.W.A.T. – serie TV, episodi 1x14 (2018)
- Besties – serie TV, episodi 1x05 (2018)
- GLOW – serie TV, episodi 2x03 (2018)
- Foursome – serie TV, episodi 4x06 (2018)
- The Filth – serie TV, episodi 1x02 (2019)
- RuPaul's Drag Race – reality show, episodio 12x06 (2020)

## Doppiatori italiani
Nelle versioni in italiano delle opere in chi ha recitato, Daniel Franzese è stato doppiato da:
- Luca Graziani in Party Monster
- Gabriele Sabatini in Mean Girls
- Gianfranco Miranda in CSI - Scena del Crimine
- Mino Caprio in Burn Notice - Duro a morire
- Massimo De Ambrosis in S.W.A.T.
- Patrizio Prata in Conviction